# Vermelho Novo (kommun)
Vermelho Novo är en kommun i Brasilien.   Den ligger i delstaten Minas Gerais, i den sydöstra delen av landet, 800 km sydost om huvudstaden Brasília. Antalet invånare är 4 689.
Följande samhällen finns i Vermelho Novo:
- Vermelho Novo

Omgivningarna runt Vermelho Novo är huvudsakligen savann. Runt Vermelho Novo är det ganska glesbefolkat, med 40 invånare per kvadratkilometer.